# Centralne Biuro Wystaw Artystycznych
Centralne Biuro Wystaw Artystycznych (CBWA) – galeria sztuki współczesnej w Warszawie, państwowa instytucja kultury działająca w latach 1949–1994.
CBWA powołane zostało w 1949 przez Ministerstwo Kultury i Sztuki na wniosek Związku Polskich Artystów Plastyków z siedzibą w pałacu Towarzystwa Zachęty Sztuk Pięknych, od 1950 tworzyło oddziały w największych miastach w kraju, dokumentowało historię sztuki współczesnej. W 1994 instytucja została przekształcona w Państwową Galerię Sztuki Zachęta, a oddziały Biura usamodzielniły się.
Centralne Biuro Wystaw Artystycznych było organizatorem wielu wystaw, m.in.
- Ogólnopolska Wystawa Plastyki (1950, 1952, 1953, 1954)
- Ogólnopolska Wystawa Plakatu (1953)
- Ogólnopolska Wystawa Grafiki Artystycznej i Rysunku (1954)
- Ogólnopolska Wystawa Młodej Plastyki (Arsenał, 1955)
- Wystawa Sztuki Nowoczesnej (1957, 1958)

## Dyrektorzy CBWA
Dyrektorzy:
- Armand Vetulani (1949–1954);
- Gizela Szancerowa (1954–1969);
- Wojciech Wilski (1969–1977)